# Psiloderces penaeorum
Psiloderces penaeorum là một loài nhện trong họ Ochyroceratidae. Loài này phân bố ở Thailand.